# Vladimir Fomin
Vladimir Fomin (în rusă Владимир Фомин) (n. 1 noiembrie 1953) este un fizician rus, care a fost ales ca membru de onoare al Academiei de Științe a Moldovei.